# Mindelstetten
Mindelstetten – miejscowość i gmina w Niemczech, w kraju związkowym Bawaria, w rejencji Górna Bawaria, w regionie Ingolstadt, w powiecie Eichstätt, wchodzi w skład wspólnoty administracyjnej Pförring. Leży częściowo na terenie Parku Natury Altmühltal, około 33 km na wschód od Eichstätt, przy drodze B2999.

## Dzielnice
W skład gminy wchodzą następujące dzielnice: Grashausen, Hiendorf, Hüttenhausen, Imbath, Mindelstetten, Offendorf, Stockau, Oberoffendorf, Weiher i Tettenagger.

## Demografia
| Rok  | Liczba mieszk. |
| ---- | -------------- |
| 1970 | 1 273          |
| 1987 | 1 254          |
| 2000 | 1 611          |
| 2005 | 1 665          |

Dane o ludności z 31 grudnia 2008:
| Opis                                | Ogółem | Ogółem | Kobiety | Kobiety | Mężczyźni | Mężczyźni |
| ----------------------------------- | ------ | ------ | ------- | ------- | --------- | --------- |
| Jednostka                           | osób   | %      | osób    | %       | osób      | %         |
| Populacja                           | 1631   | 100    | 800     | 49,05   | 831       | 50,95     |
| Wiek przedprodukcyjny (0–17 lat)    | 371    | 22,75  | 193     | 11,83   | 178       | 10,91     |
| Wiek produkcyjny (18–65 lat)        | 1020   | 62,54  | 476     | 29,18   | 544       | 33,35     |
| Wiek poprodukcyjny (powyżej 65 lat) | 240    | 14,71  | 131     | 8,03    | 109       | 6,68      |

## Polityka
Wójtem gminy jest Josef Kundler z CSU, rada gminy składa się z 12 osób.
|      | CSU | CWG | Razem |
| 2008 | 6   | 6   | 12    |
| 2002 | 7   | 5   | 12    |

## Oświata
W gminie znajduje się przedszkole (70 miejsc) oraz szkoła podstawowa (5 nauczycieli, 107 uczniów).